# Osches
Osches település Franciaországban, Meuse megyében. Lakosainak száma 59 fő (2022. január 1.). Osches Ippécourt, Lemmes, Souilly és Vadelaincourt községekkel határos.

## Népesség
A település népességének változása:
| Lakosok száma | 50   | 45   | 55   | 49   | 55   | 56   | 55   | 56   | 56   | 59   |
|               | 1968 | 1990 | 2006 | 2011 | 2015 | 2016 | 2018 | 2019 | 2021 | 2022 |